# 杜润生
杜润生（1913年7月18日—2015年10月9日），原名杜德，男，汉族，山西太谷人，中国经济学家，资深农村问题专家，被誉为“中国农村改革之父”。

## 生平

### 早年生涯
杜润生是山西省太谷县阳邑村人，生于一个破落富农家庭。杜润生的祖父、父亲经商，后来转为农民。5岁时，杜润生丧母，13岁又丧父。因此，杜润生不知道自己的出生日期。杜润生幼年，家庭债务沉重，别人说“父亲不会理家，以致越理越穷”。因此杜润生一心读书，准备将来整顿家业。
小学毕业后，杜润生当店员一年，不久辞退返回家乡，准备上学。其间，他阅读了《向导日报》和《共产主义ABC》。他虽未读懂，但知道应当改造社会，并且悟出“家里穷，不是父亲不好，而是社会不好。”

### 学生运动
1927年，杜润生获得舅父帮助，考入太原山西省立国民师范学校。该校素有革命传统。时逢北伐战争结束，三民主义未获实现，各党派纷纷宣传各自主张。杜润生曾经将希望寄托在中国国民党改组派，但其成员当官后腐化，青年们十分失望。蒋介石镇压中共，九一八事变后对日本却采取隐忍政策，杜润生对此也很不满。在抗日救亡运动中，杜润生很想接近中国共产党，但找不到中共党组织，便和其他青年自行组织了“九一八读书会”，抵制日货，宣传抗日。后来，山西省立国民师范学校成立了学生会，杜润生成为学生会骨干。
在中国共产党的影响下，太原的学生运动不再放任自流，而是将斗争矛头直指中国国民党。山西省立国民师范学校校长梁先达和教育所所长苗培成均为中国国民党山西省党部委员，压制学生从事抗日运动，学生遂发动驱逐梁先达、苗培成的斗争，发动请愿活动包围中国国民党山西省党部，杜润生为学生代表之一。军警当场开枪，打死一人，打伤十多人，杜润生受伤。杜润生认为：“没有共产党这样的组织，帝国主义及其走狗国民党反动派就打不倒。”1932年10月，杜润生先后加入中国共产党的外围组织抗日反帝同盟会、中国左翼社会科学家联盟。
驱梁学潮发展到反对阎锡山时，即惨遭镇压，杜润生遭到通缉，被迫避往乡下。1933年，杜润生抵达北平，考入国立北平师范大学文史系，并继续从事学生运动。1935年，因遭同乡告密，杜润生被逮捕，关押数月之后获释。一二·九运动中，杜润生是学联代表，后来担任中华民族解放先锋队区队长、总部宣传部长。1936年夏，杜润生加入中国共产党。

### 从抗战到内战
1937年抗日战争爆发后，杜润生在太行山区参加抗日游击战，历任晋冀豫抗日义勇军三支队队长，太行区党委宣传科科长，太行太岳冀南联合办事处教育处处长，晋冀鲁豫边区政府委员，教育厅秘书主任，太行山六分区专员、二分区专员，太原军调小组军事代表，太行区党委城市部太原城委书记，太行行署副主任。
在1942年的整风运动中，中共党组织为杜润生作出的鉴定中有“领导能力强，思想敏锐突出，有理论素养”的评语。
第二次国共内战中，1947年至1949年，杜润生随刘邓大军南下，参加挺进大别山的战斗，后来又参加淮海战役，参与领导所在地的土地改革运动，历任中共中央中原局秘书长，中共中央华中局秘书长，淮西区工委书记，中共豫皖苏地区四地委书记。

### 从土改到农业合作化
中华人民共和国成立初期，杜润生任中共中央中南局秘书长兼政策研究室主任，中南军政委员会土地改革委员会副主任。在领导中南区的土地改革运动时，杜润生提出分阶段进行土地改革的主张，即首先普遍发动群众、剿匪反霸、建立好农会组织，随后再转入分配土地的阶段。杜润生还提倡干部下乡参加土地改革时，与群众同吃、同住、同劳动。中共中央委员会主席毛泽东肯定了杜润生提出的分阶段进行土地改革的主张。1951年2月，毛泽东代中共中央起草的批语中称，“这样做是完全必要的”， “土地改革的正确秩序，本来应当如此”。
因在土地改革中表现出色，杜润生获中央领导赏识，于1953年初被调往北京，出任中共中央农村工作部秘书长，兼国务院农林办公室副主任，参与领导全中国的农业合作化运动。
农业合作化运动初期，在按照中央决议推进农民互助合作的过程中，中共中央农村工作部部长邓子恢和秘书长杜润生提出的若干意见，起初获得了毛泽东的接受和支持。后来，农村建立合作社的势头迅猛，邓子恢、杜润生与毛泽东出现意见分歧：第一，毛泽东主张农业生产合作社的发展速度要快，他们则主张慢些；第二，中共中央中南局土改结束后，他们曾提议给农民经济活动的自由，即商品交换自由、借贷自由、雇工自由、租佃关系自由，合称“四大自由”，毛泽东则认为这是资产阶级民主革命派的主张；第三，合作社的形式，他们主张多样化，不限于一种形式，毛泽东则主张一种形式。以上这些意见，毛泽东均不接受，并斥为右倾错误。
1955年10月，中共中央召开扩大的七届六中全会。会上，毛泽东及中央主要领导人点名批评邓子恢、杜润生，称二人“在社会主义高潮到来之前，像小足女人（在后来的会议及文章中则称“小脚女人”）走路”。邓子恢、杜润生都作了检讨。当时，中共党内有人提议要严究邓子恢、杜润生的责任，毛泽东称，“杜某是一个好同志，土改是坚决的。对于合作化，社会主义革命缺乏经验，到下边实践一段就好了。”毛泽东为推进农业合作化运动，还编写了《中国农村的社会主义高潮》一书，并逐篇审校加按语。

### 科学事业
中共七届六中全会后，杜润生被解除中共中央农村工作部秘书长职务。按照毛泽东的意思，杜润生本应调往地方任职。但1956年初，中共中央组织部部长安子文找杜润生谈话称，“先不要下去，国务院最近要成立一个科学规划委员会，规划委员会下设个办公室，要几个具体抓工作的负责同志去。”1956年3月14日，国务院正式成立国务院科学规划委员会，主任为陈毅，副主任为李富春、郭沫若、薄一波、李四光，秘书长兼委员会办公室主任张劲夫，办公室副主任为范长江、杜润生。杜润生遂成为制定十二年科学发展远景规划的主笔。
1956年5月，杜润生任中国科学院副秘书长。1960年8月，杜润生任中国科学院党组副书记兼秘书长，任至1967年1月。1957年反右运动时，张劲夫、杜润生主持起草了文件《在反右斗争中如何对待自然科学家的政策界限》，提出保护自然科学家。该文件经中共中央批准下发。在中国科学院北京地区，该文件贯彻良好。当时，中国科学院在北京地区的自然科学家没有一位被打成右派。 1957年，杜润生访问苏联，年底回国后即向中央写报告，“认真地分析了苏联的知识分子政策的教训，指出列宁特别是斯大林，对知识分子大量的残酷打击，认为我国不应当照搬苏联的做法。”
1961年，杜润生在主持“科学工作十四条”的起草工作时，为了能为改变知识分子属于资产阶级的结论打开一个小口子，煞费苦心地提出了“初步红”的概念。这成为1962年周恩来、陈毅在广州会议上为知识分子“脱帽加冕”的先声。鉴于1958年、1959年的情况，杜润生提出学术工作、学术问题和政治问题要区别开，不要随意将学术问题、学术争论上升为政治问题，甚至上升为敌我问题。
文化大革命时期，杜润生也挨整，但他仍在力所能及的范围内保护中国科学院的科学家，使科学家免遭批斗。但在文化大革命中，杜润生被开除中国共产党党籍。

### 包产到户
中共十一届三中全会之后，中共中央对邓子恢和中共中央农村工作部的工作进行了重新评价，认为邓子恢、杜润生的主张是对的，将不实之辞予以推倒，邓子恢、杜润生的旧案获得平反。1978年，杜润生获平反后复出。
1979年，杜润生出任新成立的国家农业委员会副主任，排名在最后一个。主任是他在中共中央中南局时期的老搭档王任重。王任重不赞成“包产到户”，当时中央高层领导华国锋、李先念也不赞成“包产到户”，胡耀邦和邓小平没有明确表态。杜润生有“四大自由”的思想，支持“包产到户”。有同志劝告杜润生紧跟中共中央，接受邓子恢的教训，不要搞包产到户。杜润生则逐步寻找突破口，逐渐撕开了“包产到户”的口子。
杜润生首先支持了万里在安徽省的改革。1980年，在中央长期规划会议上，杜润生借机提出首先在贫困地区试行包产到户。该建议获得国务院副总理姚依林支持，随后中共中央副主席邓小平也终于表态赞同。在另一次谈话中，邓小平赞扬安徽省肥西县的包产到户和凤阳县的“大包干”。
但在1980年下半年中央召开的省市自治区党委第一书记座谈会上，除了池必卿、周惠、任仲夷三位省委第一书记外，多数与会者不同意杜润生起草的“只要群众要求就允许包产到户”原则。参加会议的很多人都是曾和毛泽东共同战斗过的老同志，会议休息时，一位同志拉住杜润生说：“包产到户，关系晚节，我们有意见不能不提，留个记录也好。”意见严重分歧使会议无法继续进行，杜润生便和胡耀邦、万里商议对策，杜润生巧妙改写文件，最终形成了中发〔1980〕75号文件《中共中央关于进一步加强和完善农业生产责任制的几个问题的通知》。最重要的改写是在前面加上了一段话：
集体经济是我国农业向现代化前进的不可动摇的基础；但过去人民公社脱离人民的做法必须改革。在现在条件下，群众对集体经济感到满意的，就不要搞包产到户。对集体丧失信心，因而要求包产到户的，可以包产到户，并在一个较长的时间内保持稳定。
这份文件打破了多年形成的包产到户等于资本主义复辟的旧观念，在中国农村引起了很大的思想震动。
1981年，中央召开全国农村工作会议。会后不久，时任国务院总理赵紫阳到东北考察期间写回信建议：不要再强调不同地区不同形式了，群众自愿选择，选上啥就算啥，领导不要硬堵了。杜润生根据这个精神起草了1982年中央1号文件即《全国农村工作会议纪要》（中发〔1982〕1号）。后来该文件被称作农村改革的第一个“1号文件”。该文件间接导致中国大陆结束了就“包产到户”长达30年的争论，正式确立了“包产到户”的合法性。杜润生回忆说，“这个文件报送给中央，邓小平看后说‘完全同意’。陈云看后叫秘书打来电话说‘这是个好文件，可以得到干部和群众的拥护’。”
不久，中共中央总书记胡耀邦在一次会议上称，就农村工作，中央每年要搞一个战略性的“1号文件”。于是，从1982年到1986年的5年，每年中央“1号文件”都是关于农业问题。按照中央部署，杜润生每年年初布置调查题目，秋季总结，冬季起草，次年年初发出。这五份“1号文件”分别为：
- 《全国农村工作会议纪要》（中发〔1982〕1号）
- 《中共中央关于印发〈当前农村经济政策的若干问题〉的通知》（中发〔1983〕1号）
- 《中共中央关于1984年农村工作的通知》（中发〔1984〕1号）
- 《中共中央、国务院关于进一步活跃农村经济的十项政策》（中发〔1985〕1号）
- 《中共中央、国务院关于一九八六年农村工作的部署》（中发〔1986〕1号）

### 农村发展研究
1981年2月11日，在中国社会科学院副院长邓力群、国家农委副主任杜润生的支持下，一个自发组织的研究小组“中国农村发展问题研究组”在北京大学专家招待所正式成立。小组成员有陈锡文、邓英淘、周其仁、杜鹰、陈一谘、孙方明、张木生等人。在成立会上，杜润生说：“农民不富，中国不会富；农民受苦，中国就受苦；农业还是落后的自然经济，中国就不会有现代化。”并说，“开头不易，坚持难，坚持到底更难。”
1982年春，国家农业委员会撤销，成立了中共中央书记处农村政策研究室和中国农村发展研究中心，两块牌子一套人马，杜润生任主任。自此至1989年，杜润生任中共中央书记处农村政策研究室（后改为中共中央农村政策研究室）主任，兼中国农村发展研究中心（后改为国务院农村发展研究中心）主任。他还曾任中共中央顾问委员会（简称“中顾委”）委员、全国人大财经委员会委员、中共中央财经领导小组成员等职务。
1985年初，中国农村发展问题研究组的人员开始分流。一部分来到刚筹办的中国经济体制改革研究所，包括陈一谘、王小强、杨冠三、白南风、宋国青等人。陈锡文、周其仁、邓英淘、杜鹰、白南生、罗小朋、高小蒙等人则表示继续从事农村研究工作。1985年4月，中国农村发展问题研究组的编制正式从中国社会科学院农业经济研究所转到杜润生领导的国务院农村发展研究中心。1986年，“中国农村发展研究所”成立，王岐山任所长，由杜润生直接领导。
在1980年代的“清除精神污染”及“反资产阶级自由化”运动中，杜润生都未受到大的波及。
1989年六四事件发生后，中顾委委员李锐、杜润生、于光远、李昌因反对以开枪方式处理学生运动，在中央顾问委员会同时受到整肃，有人提出将四人清除出中国共产党。1990年8月，中顾委主任陈云批示称，“他们四个人的意见都是在党内的会议上讲的，没有违反组织原则。我们党内过去这样的教训太多了，应该吸取，不应该把四个人开除出党。”由此，这四人均未被开除出党。
2000年起，杜润生担任《炎黄春秋》顾问。
2013年7月18日，杜潤生在北京紫竹橋附近的酒店慶祝百岁生日，出席慶生者包括前國務院總理溫家寶和中共中央政治局常委、中央纪委书记王岐山等人。

## 言论观点
|  | 建国以来最大错误是抗美援朝，中国参与朝鲜战争，本身就是错误。更大的错误在于抗美援朝造成了毛泽东对建国以后国内的主要矛盾判断失误。认定阶级矛盾是国内主要矛盾，因此才在国内开展一系列的政治运动和社会主义改造，打击、消灭各种资产阶级分子和资产阶级思想，直到发动无产阶级文化大革命。 |

|  | 六四事件后，电视、广播、报纸、杂志、书籍不准出现“赵紫阳”这三个字。赵紫阳当过总理、总书记，改革开放进程中居功甚伟，赵紫阳奠定了中国经济体制改革的基本格局，大轰大嗡宣传改革开放三十年，很多出版物实在是回避不了，就用“国务院领导人”、“国务院主要领导人”、“中共中央负责人”来暧昧，好像出现了“赵紫阳”，之前和当下领导人就会神光褪色，就不伟大、光荣、正确，天下就大不太平。......“六四”不平反，就談不上“社會和諧”與“和諧社會”。“六四”是中華民族的一個歷史包袱，是中國共產黨的一個歷史包袱。早平反，對共產黨、對民族都有百利而無一害。毛澤東早就講過，鎮壓學生的沒有好下場。不能壓制學生。......沒有“六四”，輪不到江澤民當總書記。2003年有個“六四真相”的光盤，是想為江澤民開脫，公佈了楊白冰是戒嚴總指揮，鄧小平、李鵬、趙紫陽、楊尚昆、李先念等人當時的談話，而恰恰沒有江澤民的事。但是，江也不是乾淨的。正是江澤民查封了上海《世界經濟導報》，撤消欽本立職務，導致由學潮演變為新聞記者參加、全社會各階層參加的群眾性反腐敗行動。因此，對“六四”的平反，實際上對江澤民執政權是一個否定，也就難於平反。 |

|  | 民主恐惧症，是特权势力特有的病灶，怕民主也就是怕群众，历史是群众创造的，怕是没有用的。......如果改革的程序不科学、不透明、不民主，遗留问题很多，将来也许改革要重来。......落后国家走向现代化，资本主义发育是不可避免的，可是资本主义也有好坏之别。中国要避免坏的资本主义发育方式，首先必须尽快遏制权贵资本主义。 |

## 著作
- 杜润生，《深入发动群众完成土地改革》，华南人民出版社，1951年
- 杜润生，《学习农民运动》，中南人民出版社，1951年
- 杜润生，《中国农村经济改革》，中国社会科学出版社，1985年
- 杜润生主编，《现代科学领导大全》，农村读物出版社（北京），1988年
- 杜润生，《中国农村的选择》，农村读物出版社（北京），1989年
- 杜润生等，《思考与选择：关于中国农村改革和发展问题研究》，中共中央党校出版社，1990年
- 杜润生主编，《中国的土地改革》，当代中国出版社，1996年
- 杜润生，《杜润生文集：1980～1998》，山西经济出版社，1998年
- 杜润生主编，《中国农村改革决策纪事》，中央文献出版社，1999年
- 杜润生主编，《当代中国的农业合作制》，当代中国出版社，2002年
- 杜润生，《中国农村制度变迁》，四川人民出版社，2003年
- 杜润生，《杜润生自述：中国农村体制变革重大决策纪实》，人民出版社，2005年
- 杜润生，《杜润生改革论集》，中国发展出版社，2008年
- 于光远、杜润生，《改革忆事》，人民出版社，2009年